# Giorgio Franceschini
Giorgio Annibale Franceschini (Ferrara, 15 maggio 1921 – Ferrara, 13 gennaio 2012) è stato un politico, storico e avvocato italiano.

## Biografia
Figlio di Luigi e Angiolina Cavicchini, è stato sposato con Gardenia Gardini fino alla sua morte e ha avuto due figli: Flavia Franceschini, scultrice, e Dario Franceschini, ex segretario del Partito Democratico, dal 22 febbraio 2014 al 1 giugno 2018, e nuovamente dal 5 settembre 2019, Ministro dei beni e delle attività culturali e del turismo.
Nel 1941 promuove la pubblicazione di una rivista della gioventù di Azione Cattolica a Ferrara "Juniorismo" e nell'autunno del 1943 promuove la costituzione clandestina del Fronte Giovanile Cristiano insieme ad altri amici: Carlo Bassi, Max Tassinari e Bruno Paparella.
Nel 1944 ha costituito la prima organizzazione democratica cristiana ferrarese e come tale ha fatto parte, nella primavera del 1945, del Comitato provinciale clandestino di Liberazione Nazionale, ottenendo il brevetto di "patriota". Nel 1946 ha iniziato a praticare la professione di avvocato, che ha svolto fino al 1991. Sempre nel 1946 è stato direttore del settimanale ferrarese Popolo Libero.
Dal 1952 al 1960 è stato consigliere comunale di Ferrara e dal 1952 al 1956 consigliere provinciale.
Dal 1953 al 1954 è stato segretario provinciale della Democrazia Cristiana. Nel 1953 viene eletto deputato per la circoscrizione Ferrara-Bologna-Forlì-Ravenna nella II legislatura della Repubblica Italiana.
Ha ricoperto varie cariche pubbliche: sindaco di Masi Torello, consigliere della Cassa di Risparmio di Ferrara, Presidente dell'ospedale di Tresigallo e presidente di vari enti ferraresi.
Abbandonata la politica attiva, si è dedicato ad attività culturali.
Ha presieduto dal 1982 al 1984 l'Accademia delle Scienze di Ferrara e, dal 1989 al 1995, l'associazione Ferrariae Decus.
È stato presidente dell'Associazione Nazionale Partigiani Cristiani di Ferrara e presidente dell'Istituto di Storia Contemporanea di Ferrara e consigliere delle seguenti istituzioni ferraresi: Istituto di studi rinascimentali, Istituto per la storia del Risorgimento, Commissione diocesana per l'arte sacra, Consiglio di amministrazione del Lascito "Pietro Niccolini".
Ha scritto su periodici locali e nazionali ed è stato collaboratore della rivista Ferrara-Voci di una città.
Era commendatore al merito della Repubblica Italiana e dell'Ordine di S. Gregorio Magno.
È scomparso nel 2012 all'età di 90 anni.